# Марк Нуммий Альбин Тритуррий
Марк Нуммий Альбин Тритуррий (лат. Marcus Nummius Albinus signo Triturrius) — государственный деятель Римской империи середины IV века, консул 345 года.

## Биография
Из одной надписи известна его карьера: он был кандидатом в квесторы, городским претором, комитом доместиков. В 345 году Альбин был назначен консулом вместе с Флавием Амантием. В упоминавшейся надписи Альбин назван «консулом во второй раз». Саму надпись точно датировать затруднительно, однако наиболее распространено мнение, что Альбин был консулом-суффектом до 345 года. Другая версия предполагает, что он был второй раз ординарным консулом при узурпаторах Магненции или Непоциане. Также возможно, что он был предназначен второй раз в ординарные консулы, но умер до своего вступления в должность и был заменен другим человеком.
У него был сын, Нуммий Секунд.